# Villa Noailles
Pour les articles homonymes, voir Noailles.
Clos Saint-Bernard
La villa Noailles est une villa dont le noyau initial est construit de 1923 à 1925 à Hyères, dans le département du Var, par l'architecte Robert Mallet-Stevens, avec la collaboration de l'architecte local Léon David, notamment pour les extensions et annexes réalisées jusqu'en 1933. Elle est située au Clos Saint-Bernard, une propriété d'1,5 hectare, à 4 km de la mer, sur les flancs de la colline du Castéou, qui domine la ville d'Hyères. Elle est aussi un centre d'art, dont la gestion controversée est révélée en mai 2025.

## Histoire

### Commande
La villa est commandée en 1922 et construite selon des plans présentés en 1923 au vicomte Charles de Noailles et son épouse Marie-Laure de Noailles, couple de mécènes et amis des grands noms de l'art moderne. C'est l'une des premières constructions françaises du style moderne. Elle est bâtie sur le Clos Saint-Bernard, un terrain d'1,5 hectare sur les flancs de la colline du Castéou qui domine la ville d'Hyères, terrain que Charles de Noailles avait reçu de sa mère, née Dubois de Courval, pour son mariage.
L'architecte Robert Mallet-Stevens est chargé de la construction, après que le couple a essuyé un refus de l'Allemand Ludwig Mies van der Rohe et des désaccords avec Le Corbusier.
Dans sa correspondance avec l'architecte, Charles de Noailles précise : « Je ne compte plus sacrifier un pouce de fenêtre pour obtenir une façade Louis XVI que pour obtenir une façade moderne et intéressante » (1923), « Je ne pourrais jamais supporter quoi que ce soit dans cette maison ayant un but seulement architectural et je cherche une maison infiniment pratique et simple, où chaque chose serait combinée du seul point de vue de l'utilité » (1924), « Je veux le soleil le matin dans les chambres à coucher et le soleil de l'après-midi dans le salon, parce que c'est pour avoir le soleil que j'irai dans cette maison » (1925).

### Architecture
Elle est représentative de l'application des préceptes et des principes du mouvement rationaliste, par sa recherche d'une luminosité maximale, de la fonctionnalité de l'habitation et de son économie décorative mais aussi par une épuration des éléments décoratifs en privilégiant les toits, les terrasses et la lumière. La villa est ainsi constituée d'un « développement de cubes plus ou moins ordonné, aux arêtes vives et percés de larges ouvertures, les surfaces planes ne supportant aucun motif décorateur. La fenêtre traditionnelle fait place aux grands pans de verre. »

### Aménagements
Sur les conseils de l'architecte, il fut fait appel, pour sa construction comme sa décoration, et sur plusieurs années, à certains des artistes les plus prometteurs de l'époque, adeptes notamment de la tendance du mobilier intégré à l'architecture et transformable remarquée au Salon des artistes décorateurs de 1924, sous forme de commandes spécifiques ou d'achats, réunissant sièges en tube chromé et toile, fauteuils en caoutchouc, table en tôle laquée montée sur roulettes ou pliable, lampes métalliques articulées, placards muraux, ferronneries escamotables, etc. et de nombreuses œuvres d'art.
Elle compte quinze chambres de 15 m2, comportant chacune une salle de bains, un dressing, le chauffage central et le téléphone. Les vitres coulissantes glissent dans les murs. Il y avait autrefois des stores en châtaignier peints à la main, en vert amande.

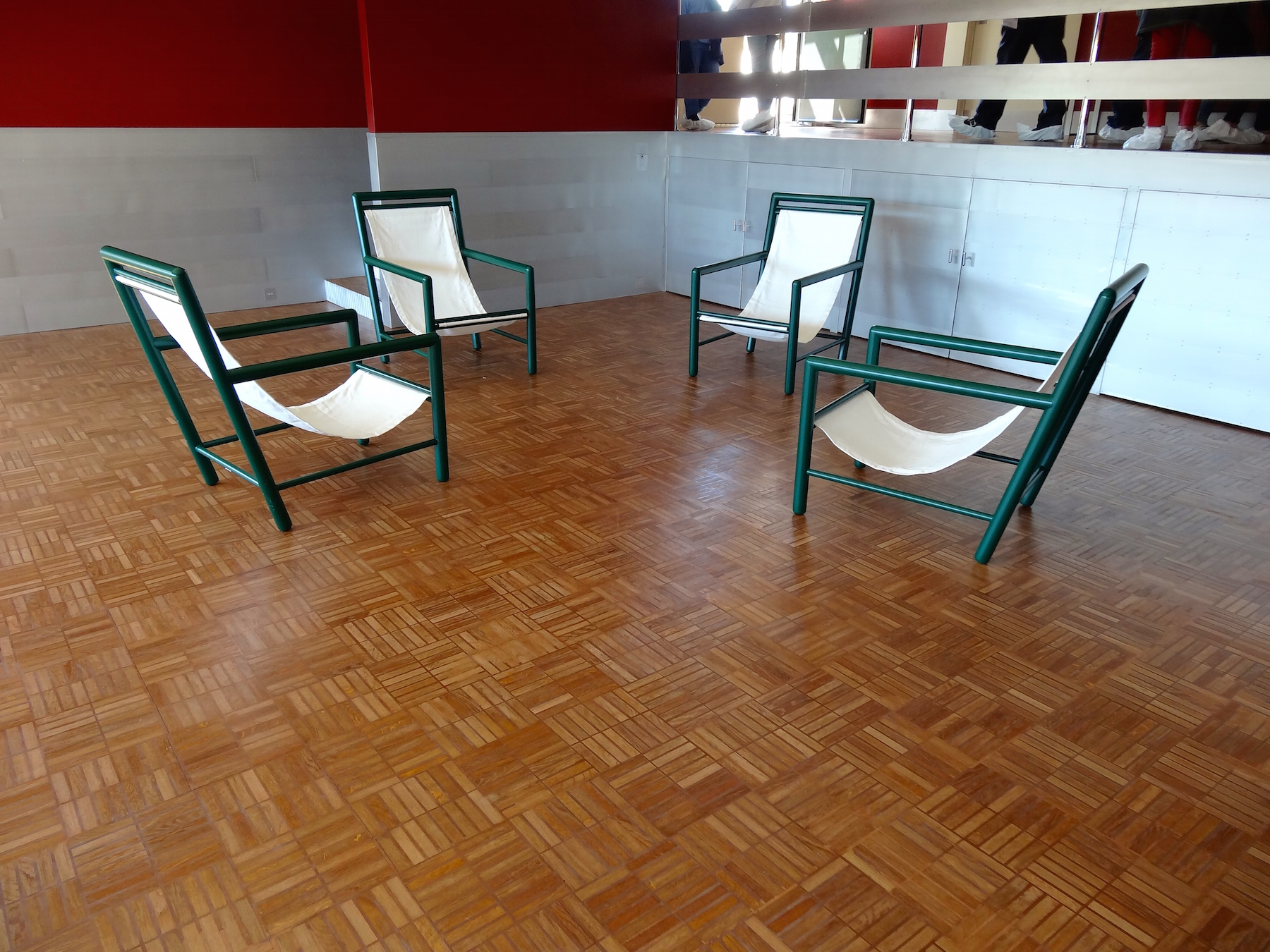
Fauteuils du type Transat créés pour la villa Noailles, exposés à la villa Cavrois.

On y trouve ainsi réuni du mobilier de Mallet-Stevens lui-même pour la piscine, avec le fauteuil Transat de 1923–1925 en tube de tôle laquée et toile, de Marcel Breuer, avec la chaise Wassily de 1925 achetée pour la terrasse et l'atelier, lesquels comptent parmi les tout premiers meubles modernes à structure métallique, de Sybold van Ravesteyn, qui réalise en 1925–1926 des meubles en bois et métal peints de différentes couleurs avec casiers et tiroirs intégrés et la polychromie de la chambre d'amis du 2e étage, tandis que Theo van Doesburg avait conçu en 1924 et réalisé en 1925 le décor d'une pièce destinée à la confection de bouquets, de Djo-Bourgeois, qui aménage la salle à manger en 1925, quatre chambres au mobilier intégré en 1926, un bar coloré dans les salles voûtées et crée un lit pour la chambre de Madame, complétée d'une chaise de Francis Jourdain, d'un tapis et d'une table de desserte d'Eileen Gray et d'un fauteuil de Dominique, de Charlotte Perriand avec une table de jeu pliante, de Pierre Legrain qui est chargé de la décoration d'une chambre, de Pierre Chareau, qui conçoit un lit à balancelle suspendu à des barres métalliques, dans la chambre en plein air aménagée sur la terrasse en 1928, également dotée de parois de ferronneries escamotables dessinées par Jean Prouvé, et qui réalise l'ameublement de la chambre de Monsieur et des sièges pour le petit salon, lequel est décoré en 1928 d'un guéridon et de tabourets de Blanche Klotz, d'une cheminée de René Prou et de toiles imprimées de Raoul Dufy, des « tissus simultanés » de Sonia Delaunay, mais aussi du mobilier plus industriel provenant des firmes Smith & Co, avec des fauteuils, et Ronéo, avec des tables et casiers en tôle.
Le mobilier est complété par des horloges murales électriques de Francis Jourdain, qui ornent chaque pièce, des luminaires de Jean Perzel, des ferronneries de Claudius Linossier, comme la porte d'entrée associant cinq métaux, des vitraux de Louis Barillet dans l'atelier et l'escalier, des sculptures des frères Jean et Joël Martel, qui créent des bas-reliefs sur le pilier central du hall et un miroir polyédrique, d'Henri Laurens (Femme à la draperie), Constantin Brancusi, Alberto Giacometti ou Jacques Lipchitz, dont une œuvre (La Joie de vivre) est placée à la pointe du jardin cubiste réalisé par Gabriel Guevrekian, tandis qu'un second jardin est dessiné par les frères André et Paul Vera, ou des tableaux modernes notamment de Mondrian, avec Composition avec gris et noir de 1925, de Braque, etc. À l'époque, plusieurs de ces personnalités sont encore inconnues du grand public.
La villa est ensuite successivement agrandie jusqu'en 1933, pour atteindre 2 000 m2 (contre 500 m2 en 1925) et 60 pièces avec piscine intérieure aux baies vitrées escamotables et solarium, squash et gymnase privés. Surmontée, comme l'atelier, d'une verrière formant une composition néo-plastique de poutres et de panneaux aux plans décalés, elle offre le premier exemple d'une piscine privée couverte en France. Environ la moitié des espaces affectés au service et au logement des domestiques semblent avoir été conçus principalement par l'architecte local Léon David, qui succédera comme maître d'œuvre à Mallet-Stevens.

## Jardin
Sur la colline du vieux château dominant la ville d'Hyères, la villa comporte également un grand jardin méditerranéen planté par le vicomte de Noailles, complété en 1925 par un jardin cubiste de Gabriel Guevrekian. Ce jardin cubiste, appelé aussi le jardin triangulaire, était orné d'une sculpture en bronze, La Joie de Vivre, de Jacques Lipchitz, aujourd'hui conservée au Musée d'Israël à Jérusalem.

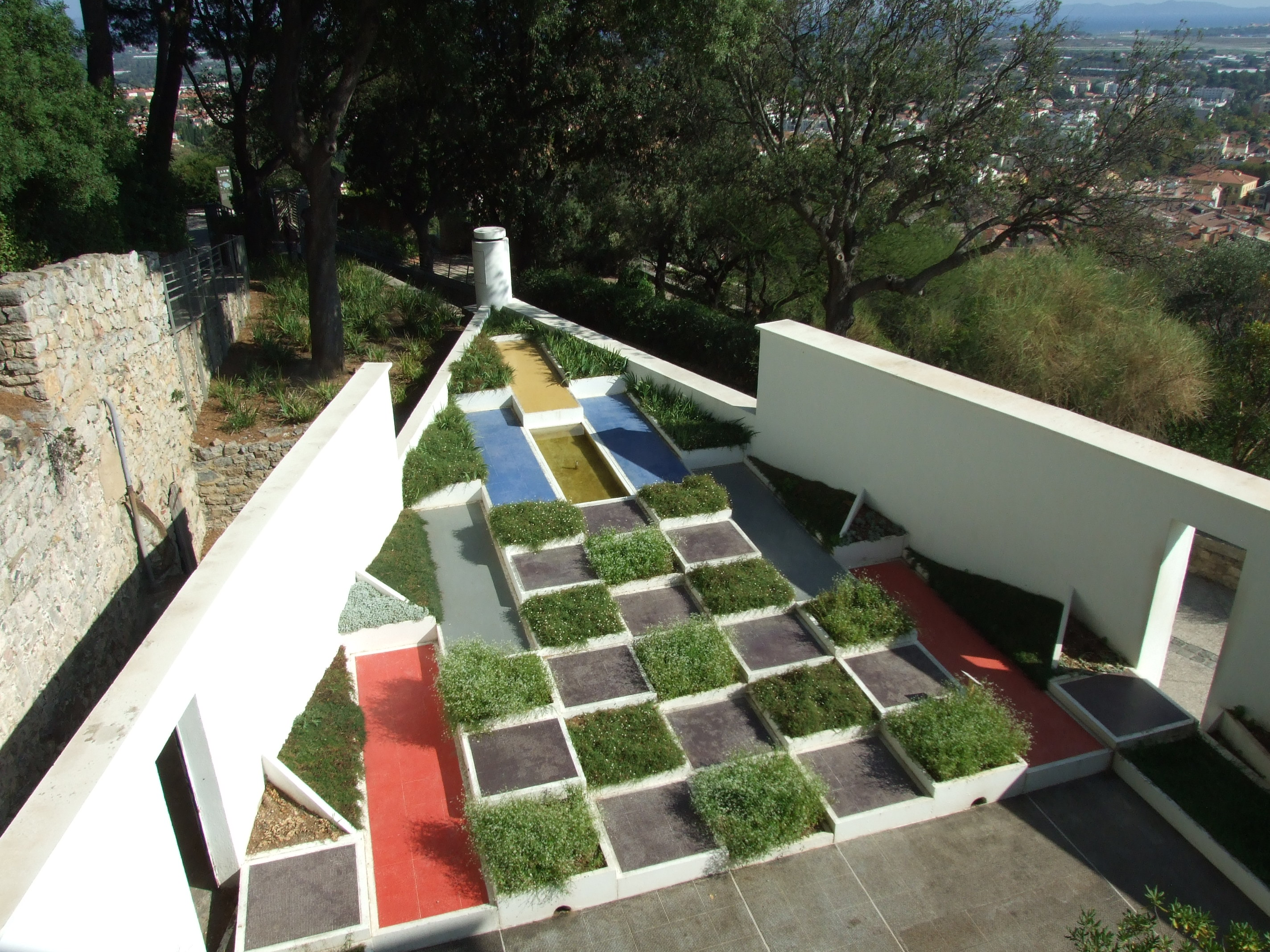
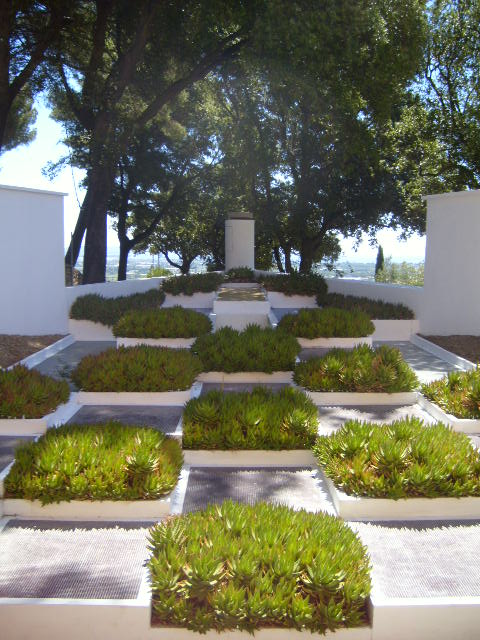
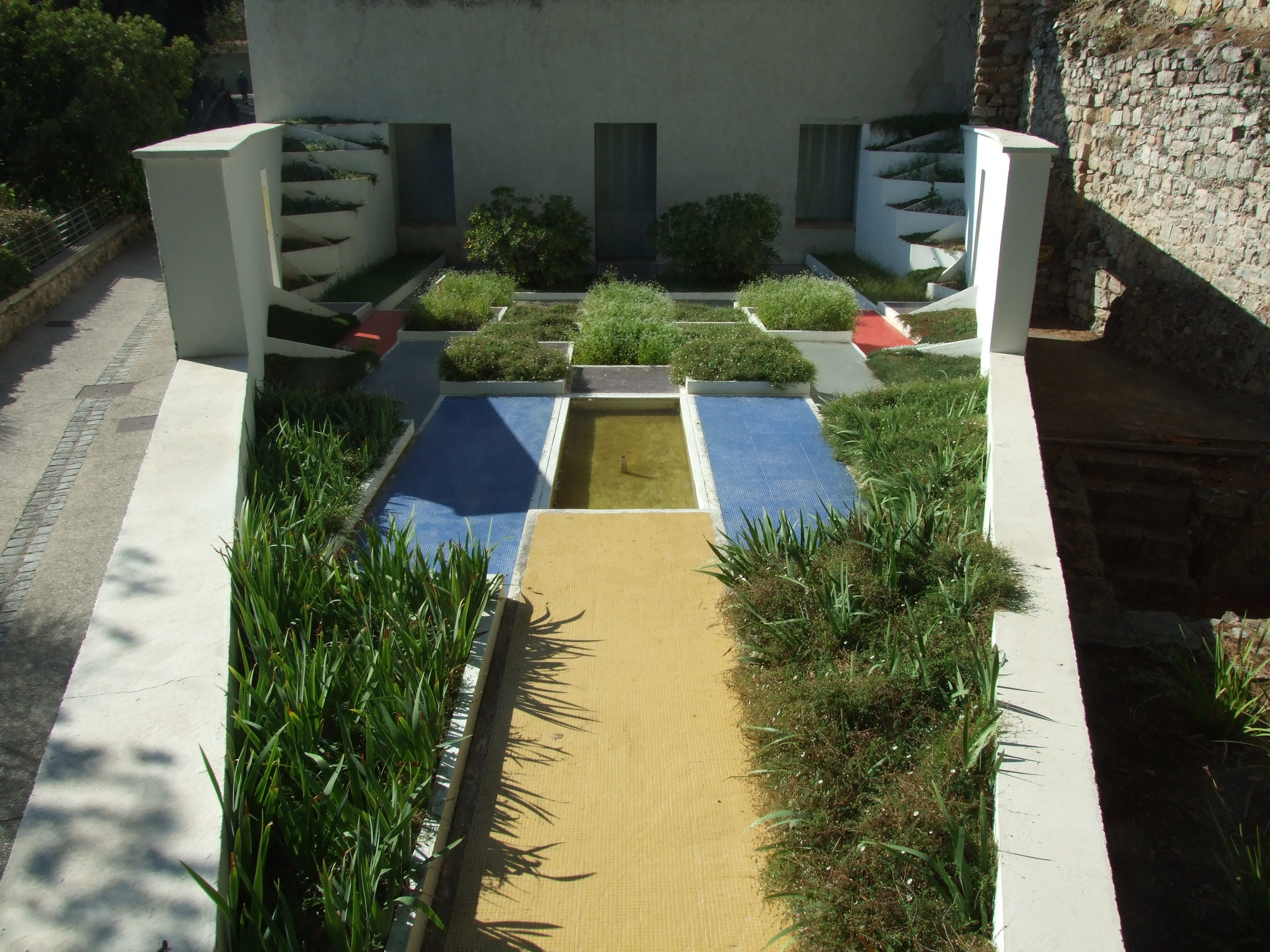
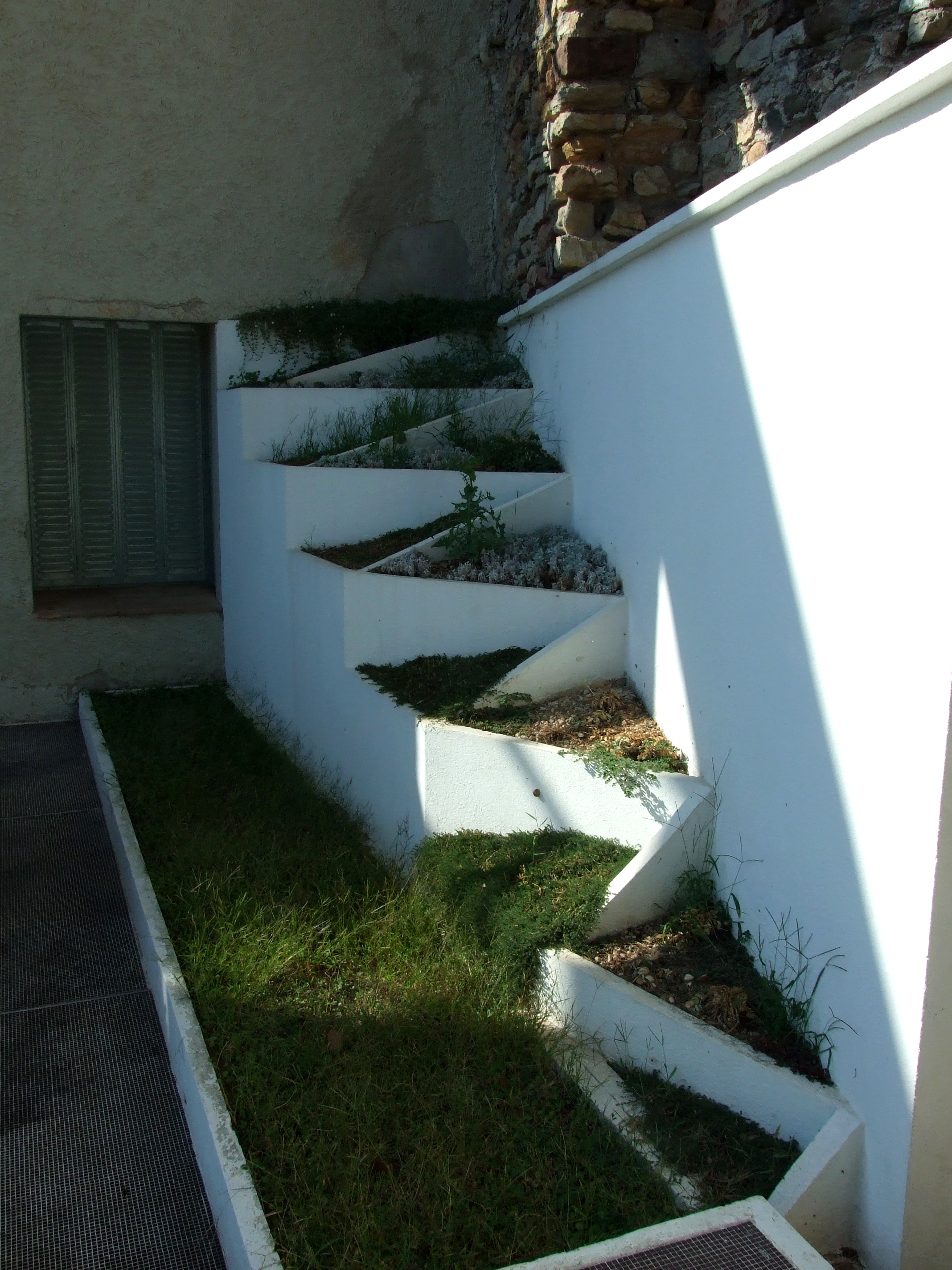

## Lieu de rendez-vous d'artistes

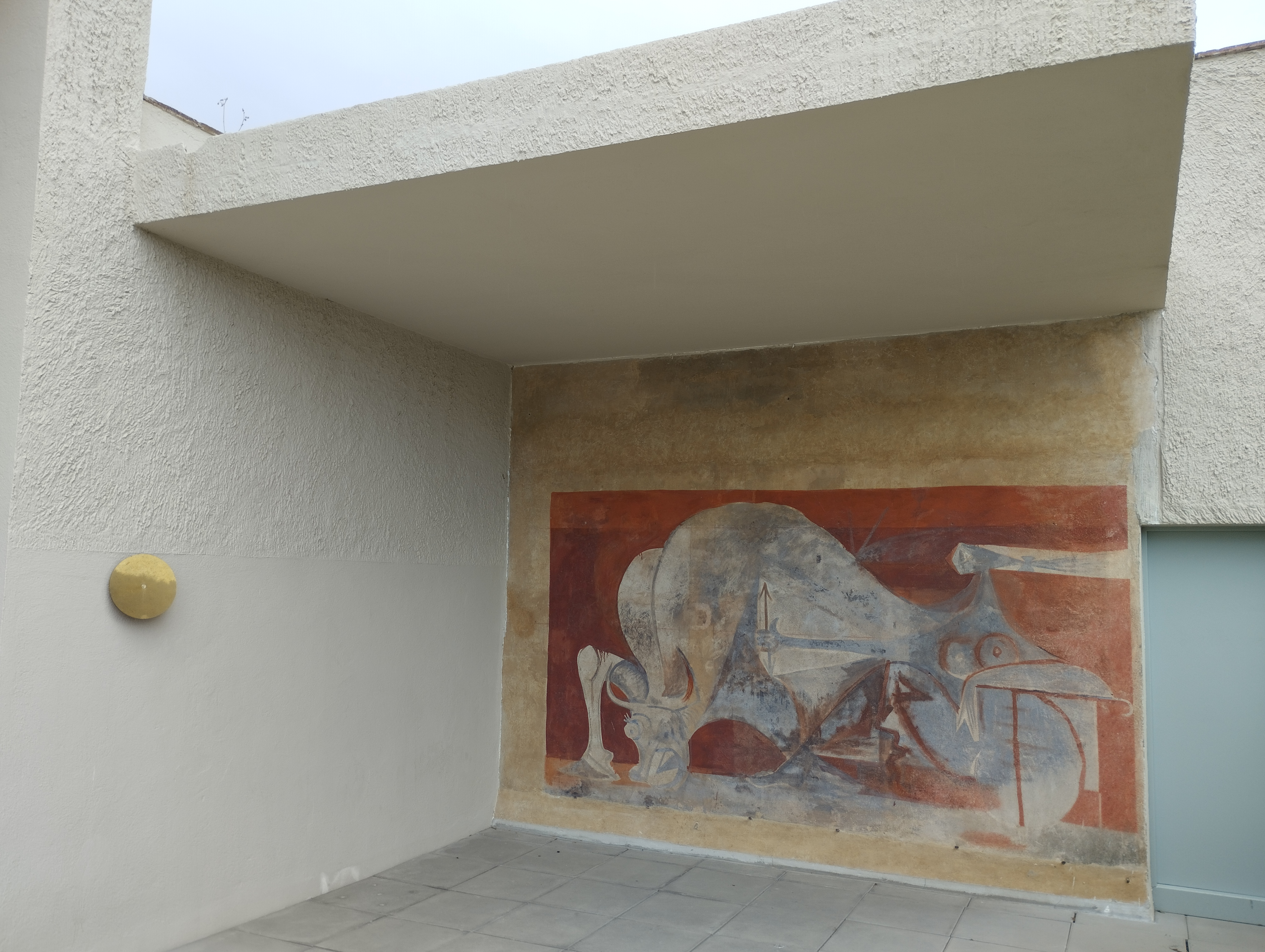
Fresque d'Óscar Domínguez, sur la terrasse de la piscine.

La villa Noailles devint le rendez-vous de l'avant-garde artistique : Giacometti, Gide, Cocteau, Picasso, Dalí, Buñuel et Man Ray qui y tourna en 1929 son premier film surréaliste, Les Mystères du château du Dé, de même que Jacques Manuel avec son film Biceps et Bijoux. Buñuel écrit le scénario de L'Âge d'Or dans la chambre d'amis du deuxième étage, film qui sera financé par Charles et Marie-Laure de Noailles. Óscar Domínguez réalise la fresque qui orne la terrasse de la piscine.
Le couple de Noailles donne de grands bals costumés pour divertir et réunir les artistes qui viennent y travailler ou de passage.

## Continuité de la vocation du lieu
Vendue à la municipalité en 1973, la villa, inscrite en 1975 et 1987 au titre des monuments historiques, après une longue période d'abandon et de détérioration, a été restaurée en plusieurs étapes par le cabinet d'architectes Cécile Briolle, Claude Marro et Jacques Repiquet, pour devenir un centre d'art et d'architecture en 1996 (expositions temporaires d'art contemporain : arts plastiques, architecture, design, photo ou mode). Elle est ouverte au public depuis 1989.
La villa Noailles reçoit une quinzaine d'artistes chaque année en résidence dans les quatre chambres disponibles, dont firent partie Eddy de Pretto ou Camélia Jordana.
Dirigée par Jean-Pierre Blanc depuis 2003, la villa Noailles est le seul centre d'art en France qui construit sa programmation autour de l'architecture (exposition en février), la mode et la photographie (Festival international de mode et de photographie), et le design (Design-Parade à Hyères et Toulon). Son originalité, la qualité de sa programmation et son rayonnement local, national et international lui ont valu le label « Centre d'art contemporain d'intérêt national ». Des bailleurs de fonds de ce centre d'art alertent cependant sur ses difficultés financières. Une enquête de l'IGAC est déclenchée fin 2024 par le ministère de la Culture. Cet audit révèle des problèmes de gestion importants, notamment un cumul de déficit de près de 4 millions d'euros, conséquences des frais de déplacement et de réception somptuaires. 
En mai 2025, le ministère de la Culture annonce mettre à pied Jean-Pierre Blanc à titre conservatoire. Début juin 2025, suite aux révélations concernant la gestion de la villa Noailles, Chanel annonce suspendre son soutien financier en attendant la mise en place d'une nouvelle gouvernance.